# Alchemilla aspleniifolia
Alchemilla aspleniifolia é uma espécie de rosácea do gênero Alchemilla, pertencente à família Rosaceae.